# 唐宁街新闻秘书
唐宁街新闻秘书（Downing Street Press Secretary）是英国首相的顾问，负责應對新闻媒体以及維護英国政府在新闻界的形象，並向首相建議应如何向媒体作出反应。新闻秘书還會在唐寧街10号的大堂向记者发表讲话，以及向记者们介绍首相出席的活动以及唐宁街和英国议会的活動。新闻秘书的辦公場所位於唐寧街10號和唐宁街新闻办公室。

## 外部鏈接
- Official website
- Prime Minister's Office: press briefings （页面存档备份，存于）